# Notostigma
Notostigma – rodzaj mrówek z podrodziny Formicinae. Obejmuje 2 opisane gatunki.

## Gatunki
- Notostigma carazzii  Emery, 1895
- Notostigma Foreli  Emery, 1920